# Bactericera gobica
Bactericera gobica är en insektsart som först beskrevs av Loginova 1972.  Bactericera gobica ingår i släktet Bactericera och familjen spetsbladloppor. Inga underarter finns listade i Catalogue of Life.